# Mats Anderson (justitieråd)
Mats Anderson, i folkbokföringen Mats Erik Andersson, född 28 mars 1956, är en svensk jurist. Han är justitieråd i Högsta förvaltningsdomstolen sedan 1 december 2018. Han har tidigare arbetat som advokat.

## Biografi
Mats Anderson avlade juristexamen vid Stockholms universitet 1982. Han tjänstgjorde som tingsnotarie vid Kristinehamns tingsrätt 1982–1985 och blev kammarrättsassessor i Kammarrätten i Stockholm 1990. Från 1991 arbetade han på Lagerlöf & Leman Advokatbyrå, blev advokat 1994 och delägare på Lagerlöf & Leman 1998. Anderson var partner på Linklaters 2001–2007 och drev den egna byrån Clear Blue Water Advokat AB 2007–2018.
Mats Anderson utnämndes den 1 november 2018 av regeringen till justitieråd i Högsta förvaltningsdomstolen, med tillträde den 1 december 2018.